# Oxythyreus
Oxythyreus is een geslacht van wantsen uit de familie van de Reduviidae (Roofwantsen). Het geslacht werd voor het eerst wetenschappelijk beschreven door John Obadiah Westwood in 1841.

## Soorten
Het genus bevat de volgende soorten:

- Oxythyreus cylindricornis (Westwood, 1841)
- Oxythyreus ruckesi Kormilev, 1962
- Oxythyreus slateri van Doesburg & Pluot-Sigwalt, 2007